# 愛のめぐりあい
愛のめぐりあい（イタリア語: Al di là delle nuvole; 英語: Beyond the Clouds）は、1995年のフランス・イタリア・ドイツ合作映画。ミケランジェロ・アントニオーニ監督の最後の長編映画作品。

## 概略
アントニオーニは1985年、脳卒中により、半身麻痺と言語障碍を患う。1995年、ヴィム・ヴェンダースを共同監督に指名し、自身の短編小説を映画化したオムニバス映画として本作を製作、13年ぶりに映画監督として復帰した。本作は第52回ヴェネツィア国際映画祭で国際映画批評家連盟賞を受賞した。同年、アントニオーニは第67回アカデミー賞で名誉賞を受賞した。
イタリアとフランスの4つの土地に4つの愛の物語を描く。舞台となるのはフェラーラ、ポルトフィーノ、パリ、エクス・アン・プロヴァンス。
日本での公開は1996年8月24日。上映時間110分。

## スタッフ
- 脚本：アントニオーニの短編小説集『あのテヴェレ河のボーリング』（83年セッテンブリーニ・メストレ文学賞受賞）からの四つの物語を基にアントニオーニ、ヴェンダース、トニーノ・グエッラ
- 音楽：ルチオ・ダラ、ローラン・プチガン、ヴァン・モリソン、U2、ブライアン・イーノ
- エグゼクティヴ・コンサルタント：エンリカ・アントニオーニ
- 撮影：ロビー・ミューラー
- 編集：ペーター・ブルジコッダ
- 製作：フィリップ・カルカッソンヌ

## キャスト
（）内は日本語吹き替え声優
- 映画監督、第2話　ジョン・マルコヴィッチ（池田勝）
- 第1話　キム・ロッシ＝スチュアート、イネス・サストル
- 第2話　ソフィー・マルソー
- 第3話　ファニー・アルダン、キアラ・カッゼリ、ピーター・ウェラー、ジャン・レノ（土師孝也）
- 第4話　イレーヌ・ジャコブ、ヴァンサン・ペレーズ
- 幕間　マルチェロ・マストロヤンニ、ジャンヌ・モロー ※特別出演[1]